# Lefebvrea angustisecta
Espèce
Synonymes
- Peucedanum angustisectum (Engl.) Norman

Lefebvrea angustisecta est une espèce de plantes à fleurs dicotylédones de la famille des Apiaceae (Ombellifères), originaire d'Afrique tropicale.
C'est une plante à fleurs qui se rencontre sur les hauts plateaux du Cameroun, mais aussi au Nigeria.
L'espèce présente actuellement un faible risque de menace, mais sa situation notamment en prairie lui confère un état de menace futur à cause des feux de brousses et de l'élevage.